# Saint-Julien-du-Gua
Saint-Julien-du-Gua är en kommun i departementet Ardèche i regionen Auvergne-Rhône-Alpes i sydöstra Frankrike. Kommunen ligger  i kantonen Saint-Pierreville som ligger i arrondissementet Privas. År 2022 hade Saint-Julien-du-Gua 169 invånare.

## Befolkningsutveckling
Antalet invånare i kommunen Saint-Julien-du-Gua
Referens: INSEE